# Brantford Expositor
Pour les articles homonymes, voir Brantford (homonymie).
Le Brantford Expositor est un journal quotidien publié toute la semaine et les samedis à Brantford en Ontario au Canada.

## Histoire
Le Brantford Expositor est la première source d'information et de publicité dans la ville de Brantford et le comté de Brant depuis plus de 150 ans.